# Yusof Ishak
Yusof bin Ishak (jawi: يوسف بن اسحاق ) 
(* Trong, 12 de agosto de 1910 – 23 de noviembre de 1970) fue un periodista y político de Singapur.

## Biografía
Descendiente del prominente malayo sumatra Datuk Jannatun, quien emigró a Penang en 1959. Estuvo casado con Noor Aishah. 
Fue un periodista y fundador del periódico malayo Utusan Melayu. Fue el primer Presidente de Singapur, en el periodo de 1965 a 1970.